# 李平 (1943年)
李平（1943年5月—），男，汉族，安徽舒城人，中华人民共和国政治人物，曾任贵州省经济贸易委员会主任、党组书记，贵州省政协副主席，中共十六大代表，第九届全国人大代表。